# Truman Capote
Cet article concerne l'écrivain. Pour le film, voir Truman Capote (film).
Pour les articles homonymes, voir Capote.
Œuvres principales
- Petit Déjeuner chez Tiffany (roman, 1958)
- De sang-froid (roman non-fictionnel, 1966)
- Musique pour caméléons (nouvelles, 1980)

Truman Streckfus Persons, dit Truman Capote, né le 30 septembre 1924 à La Nouvelle-Orléans et mort le 25 août 1984 à Los Angeles, est un écrivain américain.
Il est l'auteur de romans, nouvelles, reportages, portraits, récits de voyages, souvenirs d'enfance, ainsi que de deux adaptations théâtrales de ses écrits antérieurs et de deux scénarios de films. Il est notamment célèbre pour son roman non-fictionnel De sang-froid.

## Biographie

### Années de formation
Les parents de Truman Capote, Archulus Persons (1897-1981) et Lillie Mae Faulk (1905-1954), se marient précipitamment le 23 août 1923 à Monroeville en Alabama. Sa mère souhaitant quitter la maison familiale où elle vit sous la garde de ses cousins. Lillie a bénéficié d'un héritage assez important de sa mère, décédée en 1919. Elle ne tarde pas à être enceinte et met au monde son enfant le 30 septembre 1924, à La Nouvelle-Orléans, dans une suite de l'Hôtel Monteone, louée par son mari. Arch Persons baptise son fils Truman, puis Streckfus, du nom de famille de son employeur. Le petit Truman assiste, à l'âge de 4 ans, à des scènes si violentes entre ses parents qu'elles le font hurler. L'enfant est souvent seul le soir et la nuit, abandonné dans des chambres d'hôtel, enfermé à clé, terrorisé. Il dira avoir vécu sa petite enfance dans la crainte permanente de l'abandon. Dès 1926, ses parents se séparent et s'ensuit une période instable où sa mère enchaîne les relations sans lendemain et il est confié à sa grand-mère paternelle à Jacksonville. De son côté, son père utilise les amants de sa femme pour faire des affaires.
Alors qu'il a cinq ans, sa jeune mère le confie à ceux qui l'avaient recueillie orpheline : il est élevé à Monroeville, en Alabama par ses trois cousines et leur frère, tous célibataires. Son enfance y est heureuse et tranquille, mais il a toujours ressenti douloureusement l'abandon de ses parents. À Monroeville, il a pour amie d'enfance Harper Lee qui le décrira dans son roman To Kill a Mockingbird (Ne tirez pas sur l'oiseau moqueur) comme un « Merlin l'enchanteur de poche », sous les traits du personnage de Dill. Très vite, dans le voisinage, on s'aperçoit qu'il est différent : petit, efféminé, maniéré et doté d'une voix haut perchée.
Les parents du petit Truman divorcent le 9 novembre 1931, après que son père a été envoyé en prison. Plus tôt, dans la même année, sa mère, qui vit maintenant à New York, a retrouvé José García (Joseph) Capote, natif de La Palma (Îles Canaries) , que sa mère a rencontré pour la première fois après son mariage en 1925, à La Nouvelle-Orléans. Il est alors responsable d'un cabinet de courtage et peut subvenir aux besoins de Lillie et de son fils. Le 24 mars 1932, elle se remarie avec lui. En 1933, sur les instances de sa mère, Truman quitte Monroeville pour New York.
En 1934, Joe Capote l'adopte légalement et Truman Persons devient Truman Capote. La famille mène un train de vie aisé, employant une bonne et un chauffeur, d'abord à Brooklyn puis dans l'Upper East Side. Mais Joe Capote et sa mère se préoccupent toujours peu du jeune Truman, passant beaucoup de temps à voyager.
À partir de 1933, il étudie à la Trinity School, puis, en 1936, à l'académie militaire St Johns à Ossining, dans l'État de New York, avant de revenir dans la première institution en 1937. Il fréquente un temps la Dwight School de New York, mais les Capote déménagent à Greenwich dans le Connecticut, où ils louent une maison, en 1939. Truman entre alors à la Greenwich High School, où son professeur d'anglais, Catherine Wood, reconnaît ses talents d'écriture, le guide, le critique, le fait travailler, plaide sa cause auprès des autres professeurs pour les inciter à l'indulgence dans les matières où il est très faible. Les Capote regagnent New York en 1942.
Diplômé du collège privé du Upper West Side, la Franklin School, il quitte définitivement à 17 ans le système scolaire et travaille de 1941 à 1945 comme pigiste au New Yorker. Sa première nouvelle, Les murs sont froids, est publiée en 1943. L'année suivante paraissent les nouvelles Un vison à soi et Le Contour des choses. Entre-temps, Truman, qui s'est fait renvoyer du New Yorker (à la suite d'une lettre de dénonciation du poète Robert Frost pour manque de respect), est reparti dans le Sud pour se mettre à écrire La Traversée de l'été, un roman qui reste inachevé. En 1945, il loue une chambre d'hôtel à La Nouvelle-Orléans et commence à écrire Les Domaines hantés, renouant avec la nature, les paysages et certains personnages de son enfance.
En juin 1945, à l'époque de la publication de Miriam dans le magazine Mademoiselle, il rencontre William S. Burroughs : Mademoiselle et Harper's Bazaar sont les deux magazines qui publient ses nouvelles, le New Yorker les juge trop audacieuses. Les directeurs littéraires de ces magazines (Mary Louise Aswell pour Harper's Bazaar et George Davis pour Mademoiselle), des personnages influents de l'époque, détectent avant tous les autres le talent exceptionnel du jeune homme et ce dernier retient aussitôt l'attention du milieu littéraire new-yorkais.
En 1946, le jeune homme trouve refuge à Yaddo, une résidence qui accueille écrivains, musiciens et artistes, dans l'État de New York. Il y rencontre Newton Arvin, un professeur de lettres de grande valeur. Pendant les deux ans que dure leur liaison, il passe chaque week-end auprès de celui qui lui donnera la formation qu'il n'a pas reçue à l'université. Il lui rend plus tard hommage en disant qu'Arvin a été « son Harvard ».
Par ailleurs, la vie de famille chez les Capote est orageuse. Fréquentes et violentes, les crises d'éthylisme de sa mère obligent Truman à quitter l'appartement de Park Avenue. Il loue pour quelques mois un deux-pièces à Brooklyn.

### Premiers succès

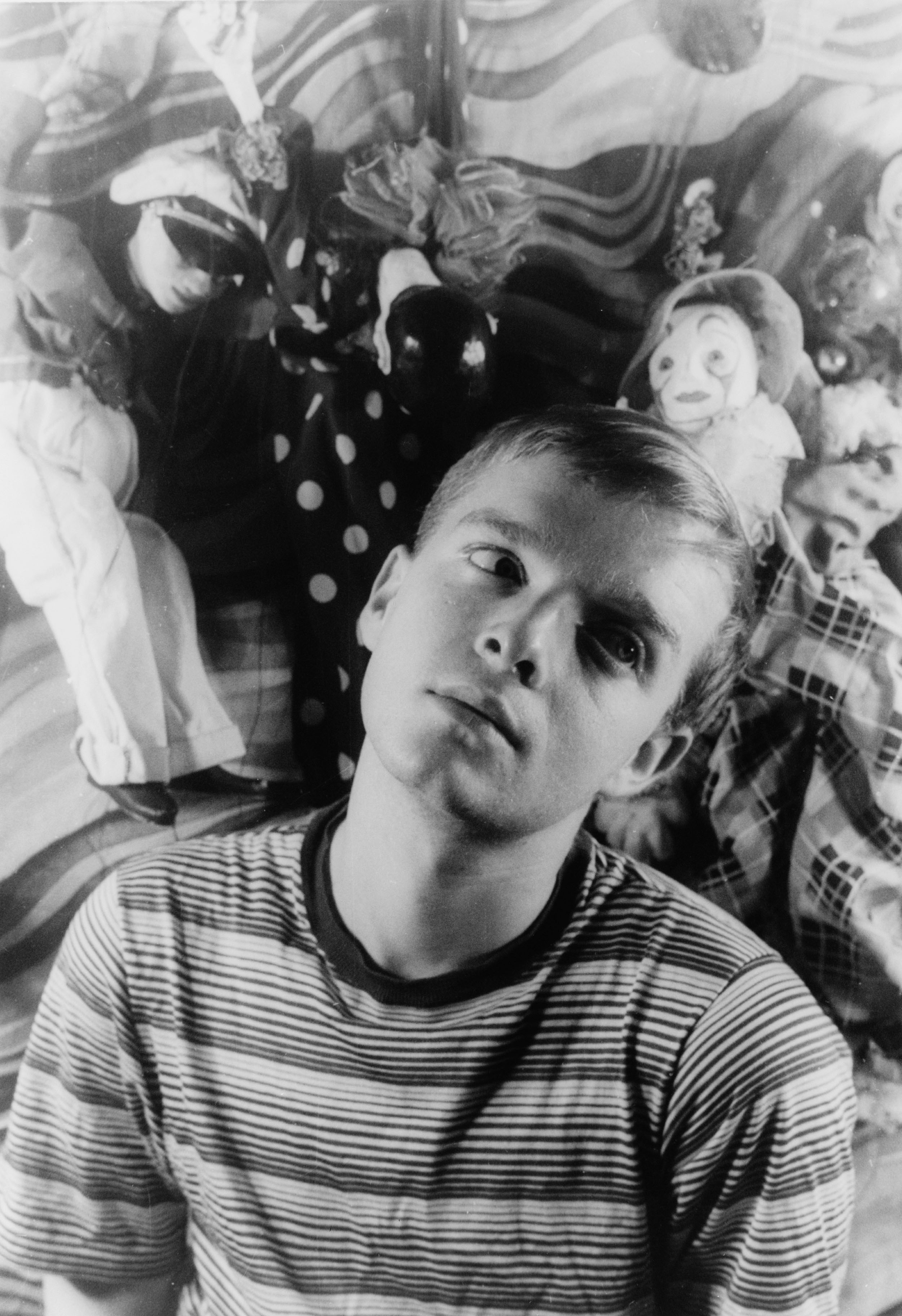
Portrait de Truman Capote par Carl van Vechten en 1948.

Durant toute sa vie d'écrivain, Truman Capote n'écrit qu'une quinzaine de nouvelles. Leur charme particulier doit beaucoup au caractère merveilleux ou fantastique de leurs histoires, à leur ironie légère souvent au bord de la préciosité et, pour certaines d'entre elles, au don de leur auteur pour évoquer l'enfance. Leur style poétique foisonne d'images originales (« […] glissant quelques sucreries dans le vinaigre de sa voix… », « Miss Sook, sensible comme une capillaire… », « Tico Feo […] chantait une chanson aussi gaie que des sous que l'on remue »).
Ainsi, l'aspect « gothique » de son œuvre correspond à une conception du monde qui repose sur la peur. Le grotesque n'est jamais gratuit. Le précieux est le plus souvent intégré. Ses personnages, mêmes ceux qui ont un rôle secondaire, restent dans la mémoire du lecteur : « L'homme qui avait parlé était petit, taillé en barrique, et d'un teint de brique ; il avança jusqu'au seuil du salon et s'arrêta en titubant. » (Oreilly dans Monsieur Maléfique). C'est grâce à ces nouvelles, et particulièrement à Miriam publié par Mademoiselle dans son numéro de juin 1945, que le milieu littéraire new-yorkais est le premier à reconnaître son talent.
Il est invité dans les cercles littéraires de Mary Louise Aswell et George Davis. Bennett Cerf, le directeur de Random House, accepte de publier son premier roman, Les Domaines hantés (1948), qui connaît d'emblée un vif succès dans lequel entre d'ailleurs une part de scandale et de sensationnel. Il arrive rapidement en tête de la liste des meilleures ventes du New York Times, où il se maintient pendant neuf semaines. La même année, il fait la connaissance de Jack Dunphy, lui-même écrivain, qui sera le compagnon de presque toute sa vie. Les dix années suivantes, ils séjournent longuement en Europe.
En 1951 paraît La Harpe d'herbes où, tout en évoquant son enfance en Alabama auprès de ses cousines qui l'ont élevé, il présente une douce révolte de la fantaisie et du cœur contre l'hypocrisie de la vie morale américaine : les protagonistes s'évadent du monde de la logique et de l'argent en allant s'asseoir dans les branches d'un arbre d'où viennent les déloger des personnages incarnant l'Église, le Commerce, l'Armée et la Loi. Cette fantaisie n'est pas sans rappeler, dans une tonalité plus légère et moins tragique, l'isolement recherché par les héros de Carson McCullers.
Truman Capote écrit aussi des récits de voyages et des scénarios de films dans lesquels jouent les grands acteurs de l'époque (Humphrey Bogart, Gina Lollobrigida...), mais son travail pour les scènes new-yorkaises, une adaptation théâtrale de La Harpe d'herbes et une comédie musicale, tirée de sa nouvelle La Maison des fleurs, connaît un succès mitigé. De façon générale, ses tentatives théâtrales se révèlent peu convaincantes. En 1956, il suit une tournée de Porgy and Bess en URSS et en tire un reportage conçu comme un roman comique, Les muses parlent (The Muses Are Heard). Les éloges sont presque unanimes. Extrêmement polyvalent, Truman Capote ne se laisse pas enfermer dans un style ou une conception du monde : il passe du style onirique des Domaines hantés au style journalistique de Les muses parlent sans difficulté apparente.
En 1958, Petit Déjeuner chez Tiffany consacre la dernière étape de la pensée et du style de Capote. Bref roman de cent-vingt pages, il connaît un grand succès et fait de son auteur un écrivain en vue chez ses pairs. Ce roman est le récit de la rencontre d'un écrivain débutant, le narrateur, avec sa voisine du dessous, une jeune femme déroutante et anticonformiste d'à peine dix-neuf ans et d'un charme fou. Tel un papillon de nuit attiré par les lumières d'une vie new-yorkaise futile et mondaine, Holly Golightly vit aux crochets de quelques riches amis et amants. Femme-enfant, fantasque et imprévisible, elle est rétive à toute morale qui restreigne sa liberté. Le jeune narrateur tombe rapidement amoureux de cette femme seule, blessée par une enfance difficile. Cet amour n'est pas payé de retour et une mauvaise fréquentation (celle d'un chef mafieux emprisonné auquel Holly rendait service en transmettant à l'extérieur ses messages météorologiques) oblige la jeune femme à s'envoler précipitamment pour le Brésil. Elle disparaît mais pas dans le souvenir du narrateur à qui elle laisse un sentiment de manque et le regret du bonheur enfui. Le style léger et ironique de Truman Capote sert merveilleusement ce récit doux-amer où, à la fin, l'héroïne affronte la vie, sort dans le monde, voyage, ayant réussi à se libérer de ses incertitudes et de son angoisse.

### De sang-froid(In Cold Blood)

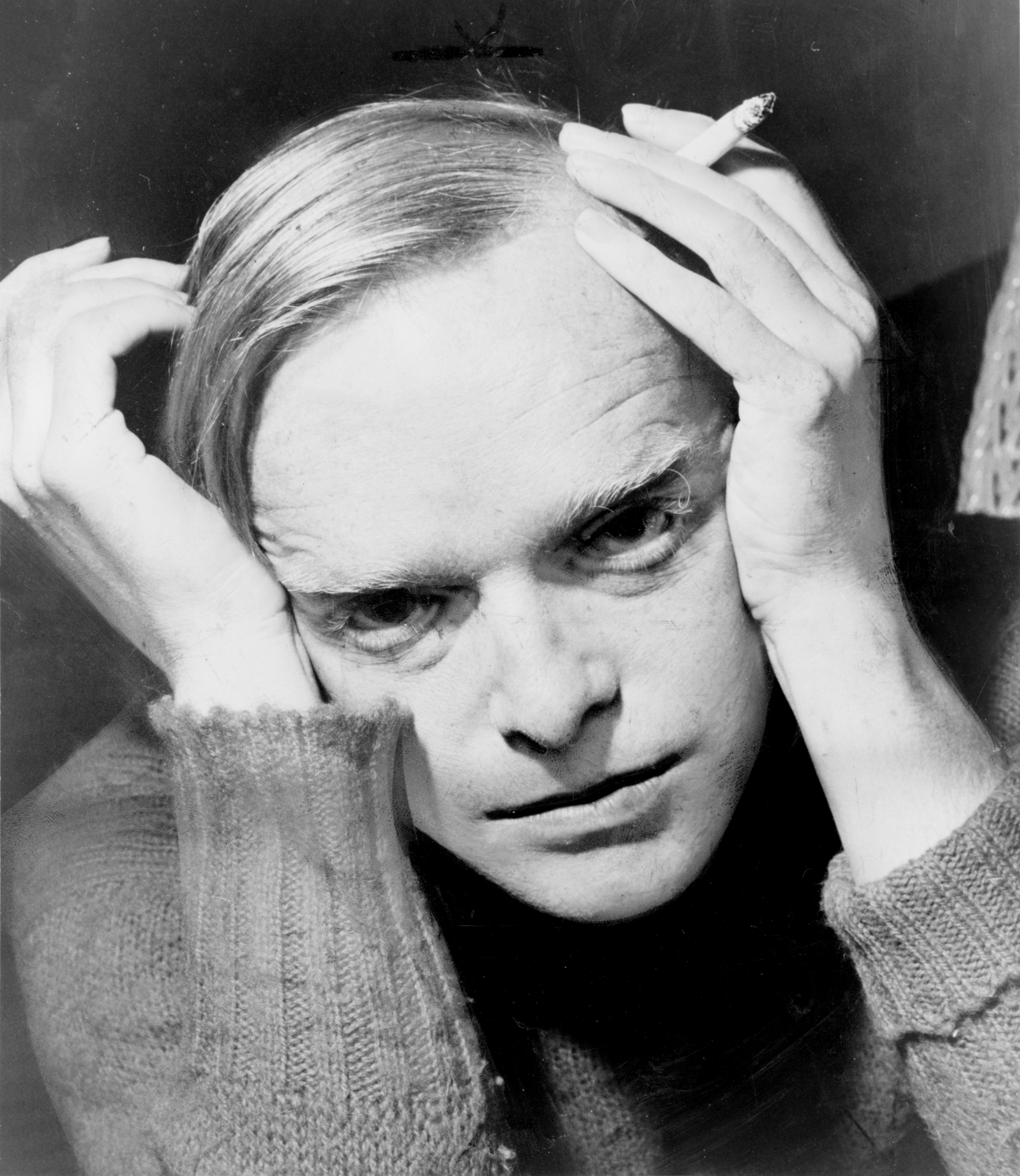
Truman Capote en 1959.

Truman Capote découvre dans le New York Times du 16 novembre 1959 un fait divers qui, tout de suite, le passionne : un quadruple meurtre frappant une famille de fermiers du Kansas. Il pense qu'il pourra traiter ce fait divers sanglant sous une nouvelle forme littéraire et en faire un « roman de non-fiction » qui permet également à l'auteur d'analyser (ou de projeter sur les meurtriers) les mobiles d'un crime que le lecteur est invité à vivre par procuration. Il obtient du New Yorker de partir enquêter sur les lieux du drame, à Holcomb. Son amie d'enfance Harper Lee, à qui il a demandé de l'accompagner, facilite beaucoup ses relations avec la population locale du Midwest et lui est d'une aide précieuse durant son travail de recherches.
L'écrivain passe plus de cinq ans à interroger d'innombrables témoins, à étudier les rapports de police et, après l'arrestation des deux assassins, Perry Smith et Richard Hickock, à les rencontrer en prison grâce à la confiance d'Alvin Dewey, le policier chargé de l'enquête. Il gagne l'amitié des deux prisonniers au cours de ses visites. Il travaille sur ces crimes en restant au plus près des faits, il décrit méticuleusement le décor du drame. Il utilise l'énigme que représentent ces quatre meurtres sauvages et gratuits pour s'approcher du mystère de l'homme doué de raison et pourtant capable du pire. Le titre de l'ouvrage est ambigu : De sang-froid (In Cold Blood en version originale) fait référence à la fois à l'attitude des deux assassins lors de cette nuit fatale, mais aussi à celle de la société qui les exécute. En avril 1965, Smith et Hickock sont exécutés. Le livre qui est son chef-d'œuvre peut enfin paraître.
Random House publie De sang-froid en janvier 1966. Le succès considérable de ce livre, qui se vend à des millions d'exemplaires, lui apporte tout ce qu'il souhaitait, la fortune, la célébrité et une vie mondaine éclatante. Il organise lui-même le 28 novembre 1966 un événement mondain légendaire, un bal masqué en noir et blanc à l'hôtel Plaza à New York où se pressent cinq cent quarante invités triés sur le volet.
Truman Capote est alors au sommet de sa gloire. Pourtant, jamais plus il n'écrira un texte de cette ampleur. Son biographe, Gerald Clarke, le décrit transformé par ce travail épuisant d'enquêtes et d'écriture, ayant de la difficulté à renouer avec son métier d'écrivain et avec lui-même. Mais la raison principale de cette dépression, de sa chute dans l'alcoolisme et de son manque d'inspiration qui ne le quitteront plus, c'est sa rencontre avec Perry Smith, l'un des deux assassins, qui le touchera profondément. Capote voit en lui l'homme qu'il aurait pu devenir s'il n'avait pas eu la littérature dans sa vie. Ils nouent pendant ces années de prison des liens très importants, en passant de longs moments à parler. Au début de 1965, Capote écrit à un de ses amis, lui confiant sa déprime et son épuisement ; d'un côté, il ne veut pas que Perry soit exécuté, de l'autre, il sait que tant que ce ne sera pas fait, il ne pourra pas terminer ce livre qui l'obsède.
En effet, dans les pages du journal The Observer, une querelle avait opposé Capote et le critique artistique britannique Kenneth Tynan qui écrivit, à propos du livre De sang-froid, que Capote voulait une exécution afin que le livre ait une fin efficace.

### Déclin

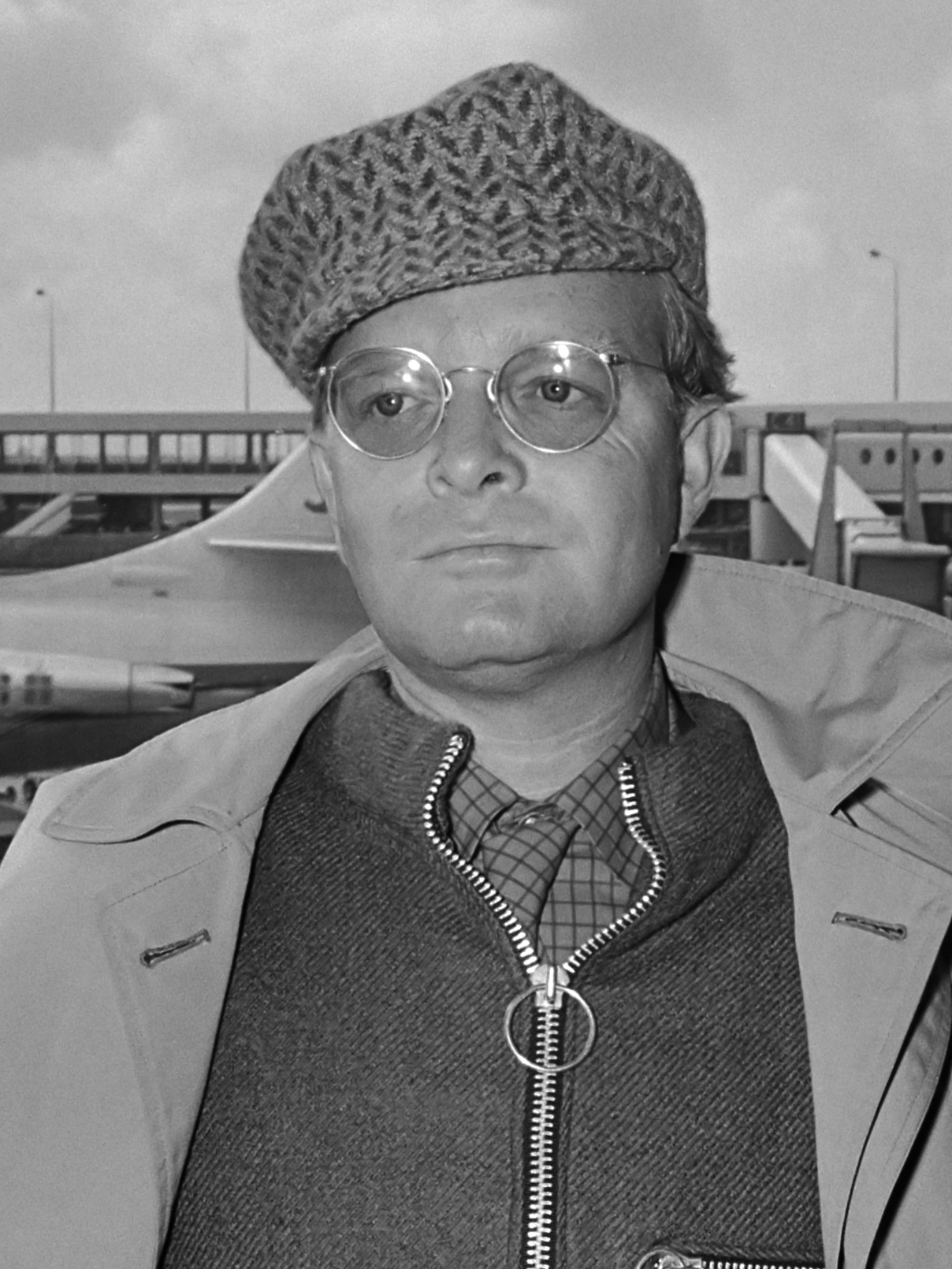
Truman Capote en 1968.

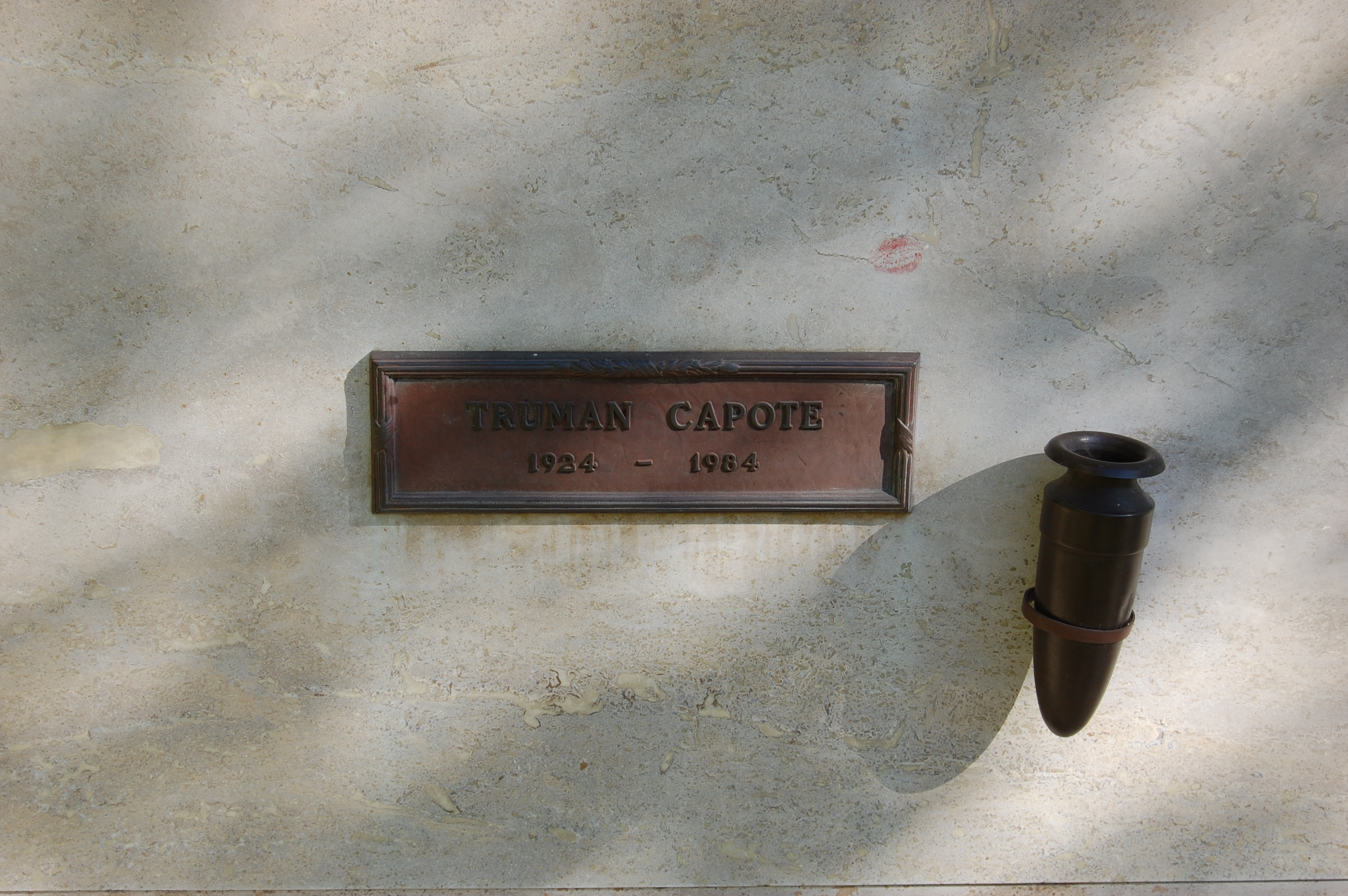
Plaque de Truman Capote au Westwood Village Memorial Park.

Truman Capote vit pendant plus de trente ans avec Jack Dunphy, un acteur et écrivain qu'il a rencontré en 1948. La quarantaine passée, il mène une vie mondaine, mais s'abîme dans un alcoolisme incontrôlable, compliqué par l'abus de pilules et de cocaïne. Il compte parmi ses amis Babe Paley, la grande amitié amoureuse de sa vie qui se brise en octobre 1975, et Harper Lee, l'amie de toujours ; celle-ci est l'autrice en 1960 du best-seller To Kill a Mockingbird, en français Ne tirez pas sur l'oiseau moqueur, adapté au cinéma sous le titre Du silence et des ombres ; on y voit Capote enfant déjà grand narrateur d'histoires ; parmi ses amis figurent aussi, entre autres, Newton Arvin, son professeur de littérature, Carson McCullers, Tennessee Williams, Norman Mailer, Marilyn Monroe, Lee Radziwill, la sœur de Jacqueline Kennedy, Andy Warhol qui fut à l'origine du dernier livre qu'il publia de son vivant, Musique pour caméléons, et Cecil Beaton, le photographe officiel de la famille royale britannique (selon Gerald Clarke, « Beaton adorait Capote autant que Capote l'adorait »). Ses inimitiés sont également fameuses, celle pour Gore Vidal notamment.
Après la publication de De sang-froid en 1965, les années qui suivent sont une lente descente vers l'abîme, même s'il écrit encore quelques nouvelles. C'est paradoxalement cette réussite flamboyante, tant sur le plan littéraire que mondain, qui va marquer pour lui le début d'une douloureuse déchéance. Son dernier livre, Prières exaucées, en est le symbole. Car, pour reprendre la citation de Thérèse d'Avila qui a inspiré ce titre, « Il y a plus de larmes versées sur les prières exaucées que sur celles qui ne le sont pas ». Son biographe américain le décrit déçu tant par sa carrière que par sa vie privée et de plus en plus dépendant de l'alcool et de la drogue, effectuant des cures de désintoxication sans succès.
La publication dans Esquire, en octobre 1975, d'un chapitre du roman auquel il travaille, précipite la catastrophe. La Côte basque, 1965, un des trois (brillants et outranciers) fragments qui subsisteront de l'œuvre annoncée, s'inspire de façon un peu trop évidente (et blessante) de la relation douloureuse entre deux de ses amis, William et Babe Paley (ce qui précipitera, aussi, le suicide d'Ann Woodward (en)). Cela vaut au romancier d'être irrémédiablement ostracisé par la haute société new-yorkaise et fui par presque tous ses proches. Ce roman, Prières exaucées, qui devait être son chef-d'œuvre, restera inachevé et ne sera publié que de façon posthume en 1987, avec une préface explicative de son éditeur Joseph M. Fox.
Entre-temps, Truman Capote fait paraître, en 1977, un dernier livre de son vivant : Musique pour caméléons qui est un recueil d'articles et de nouvelles.
À la suite de deux mauvaises chutes consécutives, Truman est soigné pour une phlébite. Il meurt à Bel Air, un beau quartier de Los Angeles, en 1984, d'une surdose médicamenteuse associée à un cancer du foie et à un affaiblissement général de sa santé depuis sa phlébite. Il est inhumé au Westwood Village Memorial Park Cemetery (Los Angeles).

## Postérité

### Un grand écrivain

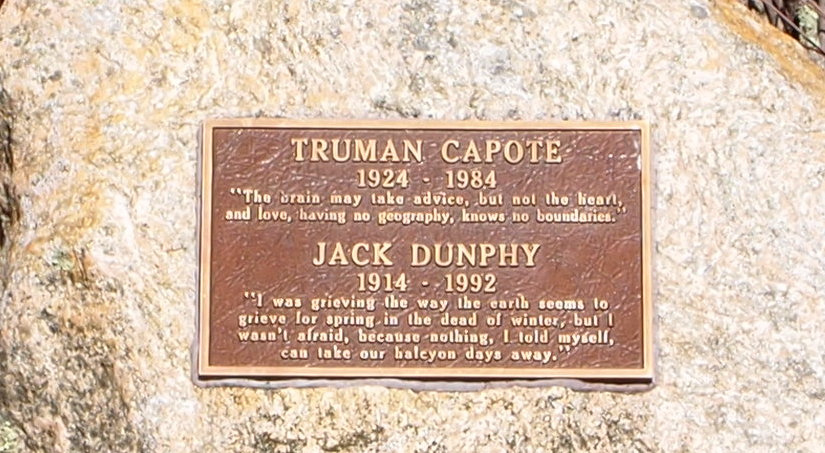
Stèle de Truman Capote et Jack Dunphy au Crooked Pond dans Long Pond Greenbelt à Southampton (New York).

Représentant de l'écrivain new-yorkais des années 1950 et 1960, Truman Capote a laissé une œuvre importante dans la littérature américaine du XXe siècle. Pour Norman Mailer, Truman Capote est « aussi acerbe qu'une vieille fille de soixante ans, mais à sa façon c'est un petit mec qui a des couilles... et l'écrivain le plus parfait de ma génération : il écrit les meilleures phrases, où chaque terme, chaque rythme est soigneusement pesé. Je n'aurais pas trouvé deux mots à changer à Petit Déjeuner chez Tiffany, qui s'impose déjà comme un classique de la littérature américaine. » Pour William Styron : « C'était un maître incontesté du verbe… Il avait le don de faire chanter et même danser les mots, de provoquer le rire, de vous donner le frisson, de vous toucher le cœur. »

### Truman Capote au cinéma et à la télévision
Le romancier apparaît lui-même à l'écran en 1976 aux côtés de Peter Sellers, Alec Guinness, David Niven et Peter Falk dans le film Un cadavre au dessert (Murder by Death) de Robert Moore, où il incarne Lionel Twain.
Truman Capote, film réalisé en 2005 par Bennett Miller, met en scène l'écrivain au travail pendant la période d'enquête et d'écriture de son livre De sang-froid et vaut à son interprète, Philip Seymour Hoffman, l'Oscar du meilleur acteur. À peine un an plus tard, un autre film revient sur le même sujet : Scandaleusement Célèbre (Infamous), de Douglas McGrath, avec Toby Jones dans le rôle de l'écrivain. Les sorties coup sur coup de ces films montrent à quel point Truman Capote reste actuel et controversé.
En 2024, Feud : Les Trahisons de Truman Capote (Feud: Capote vs The Swans), deuxième saison de la série d'anthologie américaine Feud, met en scène l'écrivain, qui est interprété par Tom Hollander.

### Évocation dans la littérature
Melanie Benjamin met en scène l'écrivain dans son roman Les Cygnes de la Cinquième Avenue.
Christine Saurat propose un essai fictionnel Sweet Dolly, Rencontre littéraire avec Truman Capote, Éditions Complicités, 2024. Il est construit autour des personnages féminins de cinq textes de Truman Capote : La Harpe d'herbes (1951), Un Souvenir de Noël (1956), Petit déjeuner chez Tiffany (1958), L'Invité d'un jour (1967) et Un Noël (1982-1983). C'est un texte court, construit par fragments, une espèce d'étude littéraire sur un aspect de l'œuvre de Truman Capote. Il tente de rendre compte de ce que peut être une relation à une œuvre et à son auteur. L'originalité tient à la forme qui se présente à la fois comme une analyse et comme une évocation biographique de Truman Capote, non exhaustive, en jouant de la relation lecteur/auteur. Le rapprochement entre les personnages féminins des romans de Truman Capote et un personnage réel qui a marqué son enfance, Sook, constitue le fil conducteur. Dans l'évocation biographique, on comprend que Truman Capote entre dans la vie de la narratrice qui va analyser les textes ensuite. Si on lit l'analyse littéraire en premier, la fin du livre y renvoyant directement, le texte est bouclé, comme enroulé sur lui-même.[réf. nécessaire]

### Découverte d'un roman de jeunesse inédit (2004)
En 2004, à l'occasion d'une vente aux enchères chez Sotheby's, réapparaît miraculeusement un ancien manuscrit rédigé en 1943. Alan U. Schwartz, avocat et ami de Truman Capote, a raconté cette découverte :
« Une personne anonyme prétendait que son oncle avait occupé un appartement en sous-sol dans le quartier de Brooklyn Heights où Truman avait vécu aux alentours de 1950. Selon elle, Truman s'en était absenté puis avait décidé de ne plus revenir. Il avait prié le concierge de l'immeuble de vider l'appartement et de mettre tous ses effets sur le trottoir pour que la voirie les ramasse. À en croire ce témoignage, l'oncle, gêné à l'idée de voir ces affaires partir à la poubelle, avait décidé de tout garder. Cinquante ans plus tard, à la mort dudit oncle, un membre de sa famille avait hérité de ces papiers et voulait à présent les vendre. »
Ce roman de jeunesse que Truman Capote pensait avoir détruit a finalement été publié en octobre 2005 aux États-Unis et en septembre 2006 en France. La Traversée de l'été, « pièce manquante d'une œuvre remarquable », selon le critique Alexandre Fillon, « comédie tragique new-yorkaise », selon l'écrivain Charles Dantzig, est un superbe récit qui montre que ce jeune auteur de dix-neuf ans possède déjà une belle maîtrise de son art.
Grady McNeil, jeune fille insouciante de la haute bourgeoisie new-yorkaise, voit partir sans déplaisir ses parents pour un long voyage en Europe. Son ami d'enfance, le fantasque et fidèle Peter Bell lui tient compagnie. Grady profite de cette liberté pour vivre un amour passionné cet été-là avec Clyde Manzer, un jeune gardien de parking assez rude dont les parents de la jeune fille ignorent l'existence.
Les thèmes de ce court roman sont universels : l'amour, l'amitié, la difficulté d'affronter les différences sociales, l'insouciance et le besoin d'absolu des adolescents. Ses personnages sont attachants et la montée dramatique du récit ménage une fin abrupte et inattendue.

### Publication de sa correspondance (2004)
Gerald Clarke, spécialiste de l'œuvre de Capote, édite en 2004 sa correspondance, traduite en français sous le titre Un plaisir trop bref, titre extrait d'une lettre de l'écrivain à Robert Linscott (« Quel plaisir trop bref que votre lettre… »). Dans son introduction aux lettres de Truman Capote, Gérald Clarke écrit : « Il s'y livre avec naturel. Lui, qui polissait et repolissait la moindre phrase parue sous sa signature, traquant parfois pendant des heures le mot juste, écrivait ses lettres à la diable, comme s'il craignait toujours de rater la dernière levée. »
Cette correspondance couvre, de 1936 à 1982, plus de quarante ans d'existence, constituant ainsi une véritable et inespérée autobiographie épistolaire. Elle commence par une lettre cinglante écrite à douze ans à son père, Arch Persons : « Comme tu le sais, mon nom a été changé de Persons en Capote, et je te serais reconnaissant de ne plus m'appeler que Truman Capote, car tout le monde désormais me connaît sous ce nom-là ».
Mais dans l'ensemble, sa correspondance est drôle et pleine des commérages qu'il affectionnait : « J'ai vécu d'étranges aventures ces dernières semaines, auxquelles sont mêlés John Huston et Humphrey Bogart, qui m'ont rendu fou tant ils font la bringue — à moitié ivres toute la journée, et complètement ivres la nuit. Tu n'es pas obligé de me croire, mais je suis entré un matin à six heures dans la chambre de Bogart pour y trouver le roi Farouk dansant le hula hoop ». Elle n'est pas exempte de traits vachards, par exemple à propos d'un texte de Carson McCullers : « J'ai sûrement lu pire, mais je ne m'en souviens pas. » Elle montre un homme consumé par un intense besoin d'amour, attentionné envers ses amis et attendant d'eux la réciprocité : « Précieuse Marylou, j'ai été si heureux de recevoir ta lettre. Elle a fait naître en moi un violent désir de te voir. »
Ses lettres révèlent un écrivain obsédé par la rédaction du roman qui le rendra mondialement célèbre : « Je suis revenu à Verbier, écrasé par le poids de ce livre interminable ». Parmi ses amis de toujours, apparaissent de nouveaux correspondants, Alvin Dewey, l'inspecteur chargé de l'enquête sur l'assassinat de la famille Clutter, sa femme et leur fils. Cette relation intéressée dans ses débuts par le besoin de collecter des informations, se transforme peu à peu en une amitié touchante : « Chers amis de cœur ». Sa correspondance le montre encore soucieux de la parution du livre enfin achevé, qui est suspendue au verdict de la Cour Suprême : « Reçu ton télégramme : Appel rejeté. Mille mercis. » Il écrit à Cecil Beaton, longtemps un ami proche : « Perry et Dick ont été pendus mardi dernier. J'étais là parce qu'ils me l'avaient demandé. Ce fut une épreuve atroce. Dont je ne me remettrai jamais complètement. » Ces quelques mots étaient prophétiques. Truman Capote ne s'est jamais remis de ce livre et de cette plongée dans la réalité la plus noire.

### Publication de nouvelles inédites (2015)
En 2013, l'éditeur suisse Peter Haag a découvert à la New York Public Library quatorze nouvelles du jeune Truman Capote qui n'avaient jamais été publiées. Ces nouvelles avaient été écrites par Capote quand il était encore adolescent. Elles ont été publiées en 2015 par l'éditeur Random House sous le titre The Early Stories of Truman Capote.

## Œuvre

### Romans
- 1948 : Les Domaines hantés (Other Voices, Other Rooms). Un préadolescent part retrouver son père et finalement se trouvera lui-même. Traduit de l'anglais américain par Gabrielle Rolin et préfacé par Maurice-Edgar Coindreau, Gallimard, 1949, FRBNF31905649,  (ISBN 9782070704552)[23].
- 1951 : La Harpe d'herbes (The Grass Harp). Un orphelin et deux vieilles dames élisent domicile dans un arbre et ne veulent plus en descendre. Adapté au théâtre en 1952. Traduit de l'anglais américain par Maurice-Edgar Coindreau, Gallimard, 1948,  (ISBN 9782070299577)[24].
- 1958 : Petit Déjeuner chez Tiffany (Breakfast at Tiffany's). Court roman dont l'héroïne touchante et irresponsable est incarnée par Audrey Hepburn dans Diamants sur canapé (Breakfeast at Tiffany's), film américain réalisé par Blake Edwards en 1961. Traduit de l'anglais américain par Germaine Beaumont, Gallimard, 1962,  (ISBN 2070212297)[25]
- 1965 : De sang-froid (In Cold Blood). Un « roman de non-fiction » (a nonfiction novel[26]) où Capote suit le trajet de deux assassins et qui a inspiré plusieurs films dont De sang-froid (1967) de Richard Brooks avec Robert Blake. Traduit de l'anglais américain par Raymond Girard, Gallimard, 1972,  (ISBN 9782070360598)[27].

### Romans posthumes
- 1986 : Prières exaucées (Answered Prayers: The Unfinished Novel). Roman inachevé dont deux chapitres sont remarquables : Des monstres à l'état pur (Unspoiled monsters) et La Côte Basque. Traduit de l'anglais américain par Marie-Odile Fortier-Masek, Grasset, 1988,  (EAN 9782246394617)[28],[29].
- 2005 : La Traversée de l'été (Summer Crossing), publication posthume en octobre 2005 par Random House Inc., New York. Roman écrit au début des années 1940 et découvert en 2004. Une histoire d'amour entre une jeune fille de la haute société new-yorkaise et un jeune gardien de parking, sur fond d'Upper East Side et de canicule. Traduit de l'anglais américain par Gabrielle Rolin et préfacé par Charles Dantzig, Le Livre de poche, 2008,  (ISBN 9782253121121)[30].

### Recueils de nouvelles
- 1949 : Un arbre de nuit (A Tree of Night).
- 1980 : Musique pour caméléons (Music for Chameleons). Ce recueil contient l'éblouissante nouvelle Cercueils sur mesure (Handcarved Coffins).
- 1987 : Une anthologie de Capote (A Capote Reader). Ce recueil inclut, entre autres, ses douze nouvelles les plus célèbres : Miriam, My Side of the Matter, A Tree of Night, Jug of Silver, The Headless Hawk, Shut a Final Door, Master Misery, Children on Their Birthdays, A Diamond Guitar, House of Flowers, Among the Paths to Eden et Mojave.
- 2004 : The Complete Stories of Truman Capote. À l'occasion de ce qui aurait été le 80e anniversaire de Capote, Random House a regroupé en un volume toutes les nouvelles ou courts récits de souvenirs écrits par Capote. Ces histoires sont au nombre de vingt. Aux douze énumérées ci-dessus, s'ajoutent : The Walls Are Cold, A Mink of One's Own, The Shape of Things, Preacher's Legend, The Bargain, A Christmas Memory, The Thanksgiving Visitor et One Christmas.
- 2015 : Mademoiselle Belle (The Early Stories of Truman Capote). Nouvelles inédites publiées par l'éditeur Random House.

### Correspondance
En 2004, Random House publie Too Brief a Treat, la correspondance de l'auteur (ou ce qui a pu en être sauvé) ; elle paraît en France en 2007 sous le titre Un plaisir trop bref.

### Nouvelles
- 1943 : Un été indien (I Remember Grandpa). Un jeune garçon recueille « le secret » de son grand-père…
- 1945 : Miriam. Une vieille dame fait la rencontre d'une petite fille qui devient vite terriblement envahissante.
- 1956 : Un souvenir de Noël (A Christmas Memory). Buddy a sept ans, la vieille cousine qu'il adore soixante et plus, et par un froid matin de novembre : « Oh mon Dieu !  » s'écrie-t-elle, « Mais c'est le moment de faire les cakes aux fruits ! ».

### Scénarios
- 1954 : Plus fort que le diable (Beat the Devil) de John Huston, scénario coécrit avec John Huston, d'après le roman Beat the Devil de James Helvick
- 1960 : Les Innocents (The Innocents) de Jack Clayton, scénario coécrit avec William Archibald et John Mortimer, d'après le roman court Le Tour d'écrou d'Henry James
- 1968 : Laura de John Llewellyn Moxey, scénario coécrit avec Thomas Phipps et Vera Caspary
- 1972 : La Corruption, l'Ordre et la Violence (The Glass House) de Tom Gries, scénario coécrit avec Wyatt Cooper et Tracy Keenan Wynn (téléfilm)

### Autres publications
- 1950 : Local Color, croquis de voyages
- 1954 : La Maison de fleurs (House of Flowers), comédie musicale
- 1956 : Les muses parlent (The Muses Are Heard), reportage sur son voyage en Russie soviétique avec un groupe théâtral américain donnant des représentations de l'opéra de George Gershwin, Porgy and Bess, à Saint-Petersbourg et à Moscou
- 1964 : Morceaux choisis. Textes anciens et inédits, traduit de l'anglais (États-Unis) par Germaine Beaumont, Maurice-Edgar Coindreau, Serge Doubrovsky, Jean Dutourd et Céline Zins. Préface de Mark Schorer. Gallimard, NRF, « Collection Du monde entier » (ISBN 9782070212309)
- 1968 : L'Invité d'un jour (The Thanksgiving Visitor), souvenirs. Un jeune garçon exorcise la peur que lui inspire un camarade de classe…
- 1973 : Les chiens aboient (The Dogs Bark), souvenirs, sites, silhouettes
- 1983 : Un Noël (One Christmas), souvenirs. Un petit garçon en vient à se demander si le Père Noël existe vraiment

#### Sur Truman Capote
Par ordre chronologique de première publication.
- Lawrence Grobel, Conversations avec Truman Capote, dans Arcades, Gallimard (1987 pour la traduction française), original : Conversations with Capote (1985)
- Jack Dunphy, « Dear Genius: A Memoir of My Life with Truman Capote », dans Valley of the sun books, Mcgraw-Hill, 1987
- Gerald Clarke, Truman Capote, traduit par Henri Robillot, Paris, Gallimard, coll. «NRF Biographies », 1990  (ISBN 2-07-071849-2)
- Yvette Van Quickelberghe, « Truman Capote (1924-1984) », dans Le Langage et l'Homme 25/4 (décembre 1990), p. 292-302
- (en) George Plimpton, Truman Capote: In Which Various Friends, Enemies, Acquaintances, and Detractors Recall His Turbulent Career, Anchor Books Doubleday, 1997 ; la traduction française, publiée chez Arléa en 2009, est intitulée Truman Capote
- (en) Deborah Davis, Party of the Century: The Fabulous Story of Truman Capote and His Black and White Ball, 2006
- « Truman Capote. Vie et œuvre (1934-1984) », dans Truman Capote. Œuvres, Paris, Gallimard, coll. « Quarto », 2014, pages 19-68  (ISBN 978-2-07-014701-4)
- Liliane Kerjan, Truman Capote, Éditions Gallimard, collection « Folio Biographie », no 119 (01/2015)

#### Autres
Par ordre chronologique de première publication.
- Le Nouveau Dictionnaire des auteurs, de tous les temps et de tous les pays, volume 1, Paris, éditions Laffont-Bompiani, 1994, pages 554-555.
- Jacques-Fernand Cahen, La Littérature américaine, 9e édition, Paris, P.U.F., coll. « Que sais-je ? », no 407, 1991, pages 121-122  (ISBN 2-13-044008-8)
- Pierre Domergues, Les Écrivains américains d'aujourd'hui, 3e édition, Paris, P.U.F., coll. « Que sais-je ? », no 1168, 1973, pages 60–62.
- Christine Saurat, Sweet Dolly, rencontre littéraire avec Truman Capote, Paris, Éditions Complicités, 2024.  (ISBN 2386470989)